# 우기연
우기연(于己衍, ? ~ 기원전 91년) 또는 우이연(于已衍), 우사연(于巳衍)은 전한 중기의 관료이다.

## 행적
정화 2년(기원전 91) 당시 경조윤이었는데, 대역죄로 주살되었다.

## 출전
- 반고, 《한서》 권19하 백관공경표(百官公卿表) 下

| 전임 무기 | 전한의 경조윤 ? ~ 기원전 91년 | 후임 건 |